# Aralgundgi, Jevargi
Aralgundgi là một làng thuộc tehsil Jevargi, huyện Gulbarga, bang Karnataka, Ấn Độ.